# 한국종교지도자협의회
한국종교지도자협의회는 7개종단(불교, 개신교, 천주교, 유교, 천도교, 원불교, 민족종교)지도자들이 종교계 화합 및 연합활동의 활성화를 위하여 1997년 10월 20일 설립된 대한민국 문화체육관광부 소관의 사단법인이다. 사무실은 서울특별시 종로구 연지동 136-56 한국기독교연합회관 1501호에 있다.

## 주요 사업
- 종교간 화합과 상호이해를 증진시키기 위한 사업
- 윤리, 도덕성 회복 등 국민의식 개혁을 위한 사업
- 통일대비 민족동질성과 상호신뢰를 회복할 수 있는 사업 등